# Амитин-Шапиро, Залман Львович
Залман Львович Амитин-Шапиро (1893(?) — 1968) — советский востоковед, этнограф, классик киргизской научной библиографии.

## Биография
Родился в посёлке Сосница бывшей Черниговской губернии, получил традиционное еврейское образование. В 1916 г. окончил Народный университет в Москве, работал учителем в Смоленске. Через год — он в Средней Азии и здесь трудился сначала в школах, а затем в вузах Узбекистана — в Ташкенте, Самарканде и Бухаре. окончил Востфак Ташкентского университета (САГУ) в 1927 году, занимался изучением среднеазиатских (бухарских) евреев и одним из первых в мировой науке взялся за изучение истории евреев в Синьцзяне. В 1938 году был осужден на 8 лет ИТЛ по 58-й статье УК РСФСР за сионизм и обвинён в «протаскивании буржуазно-фашистских и троцкистских трактовок». После освобождения преподавал в САГУ, изучал культуру малых народов Центральной Азии (в частности, дунган), главным его делом в послевоенные годы стала историография и библиография киргизоведения.
Похоронен в Бишкеке.

## Научная деятельность
Всего написано более 80 работ общим объёмом около 300 печатных листов, из них опубликовано 60, в том числе 19 монографий, затрагивающих различные вопросы истории, культуры, религии, этнографии, историографии и библиографии как коренного этноса, так и национальных диаспор Средней Азии (русских, украинцев, евреев, цыган, уйгуров, дунган). Семь работ посвящены вопросам географии. С 1924 г. З. Л. Амитин-Шапиро является действительным членом Географического общества СССР и одним из учредителей его киргизского филиала в 1947 г.

### Научные труды
- Женщина и свадебные обряды у туземных (бухарских) евреев Туркестана // ИТО РГО. 1925. Т. 17. С. 169—196;
- О народной медицине туземных («бухарских») евреев Туркестана // Бюллетень САГУ. 1926. Вып. 13. С. 1-16;
- Предание о постройке первой синагоги в Бухаре // Сборник научного кружка при Восточном факультете САГУ. 1928. Вып. 1. С. 1-3;
- Очерк правового быта среднеазиатских евреев. Ташкент, 1931 (переиздание — М.: Текст-Книжники, 2013);
- Очерки социалистического строительства среднеазиатских евреев. Ташкент, 1933;
- Верования и обряды среднеазиатских евреев, связанные с материнством и ранним детством // СЭ. 1933. № 3/4. С. 135—166;
- Национальные меньшинства Узбекистана. Ташкент, 1935 (совм. с И. М. Юабовым);
- К истории изучения дунган // Труды ИЯЛИ КиргФАН СССР. 1948. Вып. 3. С. 97-112;
- Краткий библиографический указатель советской литературы по истории, археологии и этнографии Киргизии // Труды Киргизского гос. педагогического института им. М. В. Фрунзе. 1948. Т. 1. Вып. 2. С. 107—155;
- К истории библиографического изучения киргизского народа и Киргизии // Труды Пржевальского учительского института. 1952. Вып. 1. С. 57-76;
- Библиография дореволюционной русской литературы по истории и экономике Иссык-Кульской области (1768—1917) // Там же. 1953. Вып. 2. С. 111—186;
- «Туркестанские ведомости» как источник по истории Киргизии // Труды ИИ АН КиргССР. 1955. Вып. 1. С. 113—124 (совм. с О. Д. Морозовым);
- Библиографический указатель советской литературы по археологии Киргизии (1918—1954 гг.) // Труды ИИ АН КиргССР. 1956. Вып. 2. С. 109—152;
- Аннотированный указатель по истории, археологии и этнографии Киргизии (1750—1917). Фрунзе, 1958 (совм. с А. С. Стакеевой);
- Библиография изданий Киргизского научно-исследовательского института педагогики (1952—1958). Фрунзе, 1959;
- Библиография Киргизии. Т. 1: Литература о Киргизии (1918—1924). Аннотированный указатель. Фрунзе, 1963; Библиография Киргизии. Т. 2, ч. 1: Литература о Киргизии (1925—1936). Аннотированный указатель. Фрунзе, 1965.